# Alexander von Krobatin

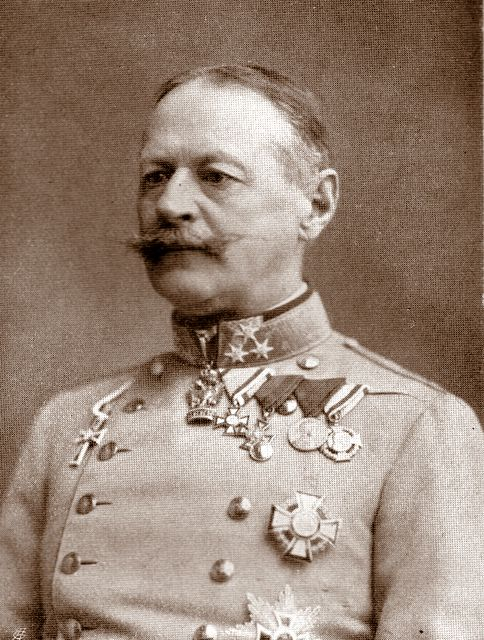
Alexander von Krobatin

Alexander von Krobatin, född 12 september 1849 i Olmütz, död 28 september 1933 i Wien, var en österrikisk friherre (sedan 1915) och fältmarskalk. 
Krobatin inträdde som officer vid artilleriet, där han 1895 blev överste. Samma år anställdes han vid krigsministeriet, befordrades 1905 till fältmarskalklöjtnant och 1910 till fälttygmästare samt gjorde sig högeligen förtjänt om artilleriets ombeväpning. 
Krobatin blev 1912 krigsminister och yrkade i juli 1914 på snabba och kraftiga åtgärder mot Serbien. Han blev 1916 generalöverste och lämnade i april 1917 krigsministerbefattningen, varefter han fick befälet över fjärde armén på den galiziska krigsskådeplatsen. På hösten samma år flyttades han till Kärnten, där han i spetsen för en nybildad armé (den 10:e) kraftigt bidrog till segern över italienarna. I november 1917 utnämnd till fältmarskalk, behöll han befälet på den norra eller nordvästra fronten till krigets slut.